# Diospyros glabra
Diospyros glabra là một loài thực vật có hoa trong họ Thị. Loài này được (L.) De Winter mô tả khoa học đầu tiên năm 1961.